# ルスラン・マシュレンコ
ルスラン・マシュレンコ（Ruslan Mashurenko　1971年3月13日- ）はウクライナの柔道選手。階級は90kg級。身長184cm。

## 人物
1993年の世界選手権86kg級で5位になった。1994年の世界学生では優勝を飾った。1995年のヨーロッパ選手権では3位になるが、世界選手権では5位だった。1996年アトランタオリンピックでは2回戦で敗れた。1997年の世界選手権では3度目の5位に終わった。2000年のヨーロッパ選手権90kg級で3位になると、2000年シドニーオリンピックでは銅メダルを獲得した。

## 主な戦績
86kg級での戦績
- 1993年 - ロシア国際　3位
- 1993年 - 世界選手権　5位
- 1994年 - フランス国際　優勝
- 1994年 - 世界学生　優勝
- 1995年 - ヨーロッパ選手権　3位
- 1995年 - 世界選手権　5位
- 1997年 - 世界選手権　5位

90kg級での戦績
- 2000年 - ヨーロッパ選手権　3位
- 2000年 - シドニーオリンピック　3位
- 2001年 - グランプリ・モスクワ　優勝